# Kleine modderkruiper
De kleine modderkruiper (Cobitis taenia) is een zoetwatervis, en is de kleinste van de drie in de Benelux inheemse modderkruipers.

## Algemeen
De kleine modderkruiper wordt 10 tot 14 cm groot. Het is een zeer beweeglijk, wormachtig visje met een fraai patroon van donkere vlekken op zijn flanken. Ter verdediging heeft hij een kleine uitklapbare stekel onder zijn oog. Aan zijn bek zitten zes korte tastdraden die hij gebruikt om 's nachts naar voedsel (kleine diertjes en detritus) te zoeken op de bodem. Overdag verschuilen ze zich in de modder. 's Nachts zwemmen ze graag.

## Ecologische betekenis
Kleine modderkruipers komen in een groot aantal watertypen voor, zoals sloten, beekjes en meren. De soort is in Nederland verspreid aan te treffen en ondervindt er geen bedreigingen voor wat betreft zijn overleving.

## Natuurbescherming
Elders in Europa is deze vissoort zeldzaam en staat daarom op de rode lijst van diverse Europese landen. De soort is beschermd krachtens de Conventie van Bern. In Nederland werd de soort in 1973 opgenomen in de toenmalige Natuurbeschermingswet en kwam daardoor automatisch in de Flora- en faunawet.